# Thorapadi (Cuddalore)
Thorapadi è una suddivisione dell'India, classificata come town panchayat, di 5.557 abitanti, situata nel distretto di Cuddalore, nello stato federato del Tamil Nadu. In base al numero di abitanti la città rientra nella classe V (da 5.000 a 9.999 persone).

## Geografia fisica
La città è situata a 11° 48' 16 N e 79° 31' 50 E.

## Società

### Evoluzione demografica
Al censimento del 2001 la popolazione di Thorapadi assommava a 5.557 persone, delle quali 2.808 maschi e 2.749 femmine. I bambini di età inferiore o uguale ai sei anni assommavano a 583, dei quali 288 maschi e 295 femmine. Infine, coloro che erano in grado di saper almeno leggere e scrivere erano 3.892, dei quali 2.175 maschi e 1.717 femmine.